# Auslage (Werbung)

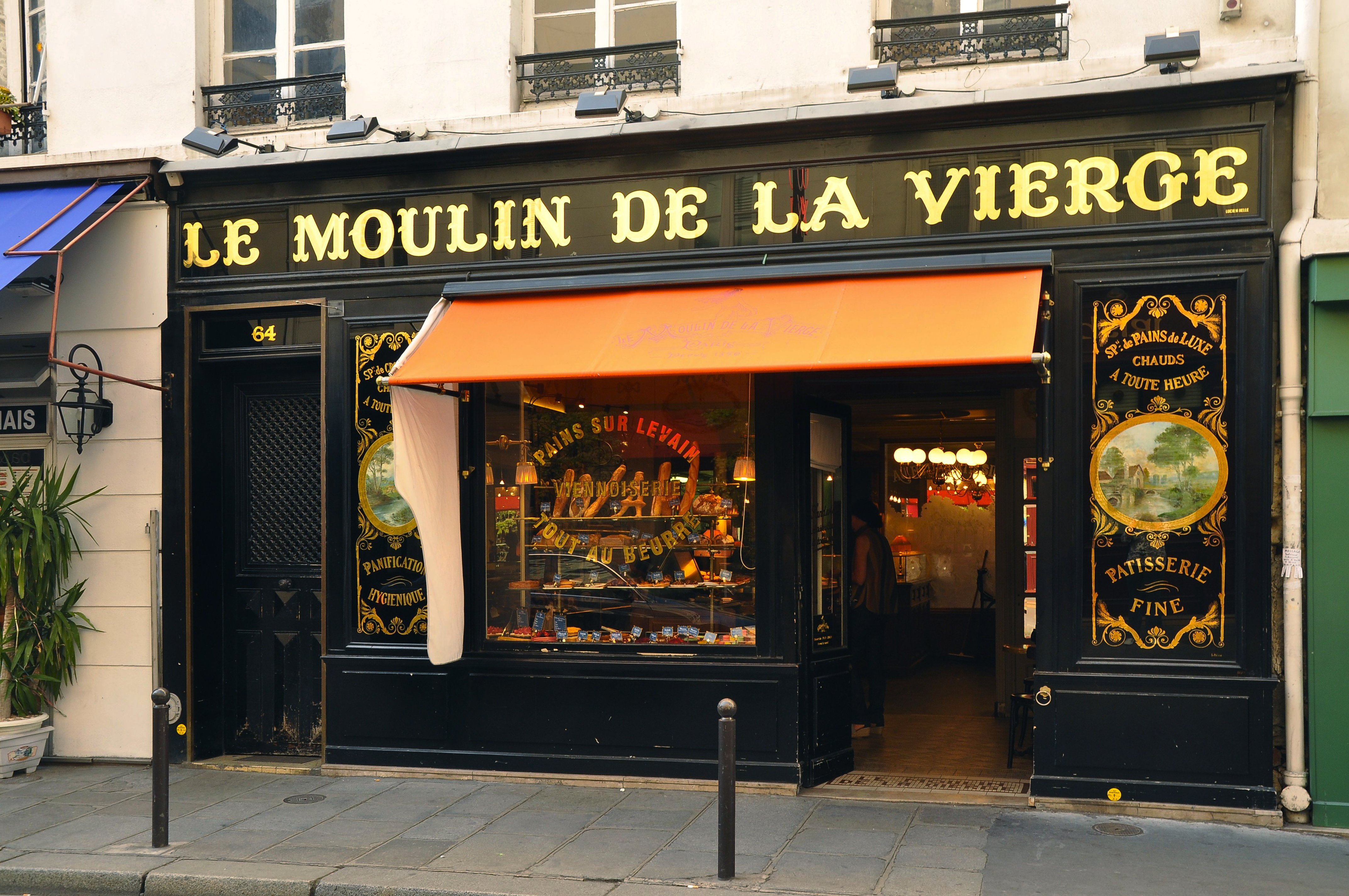
Paris – Schaufensterauslage einer Bäckerei (Oktober 2011)

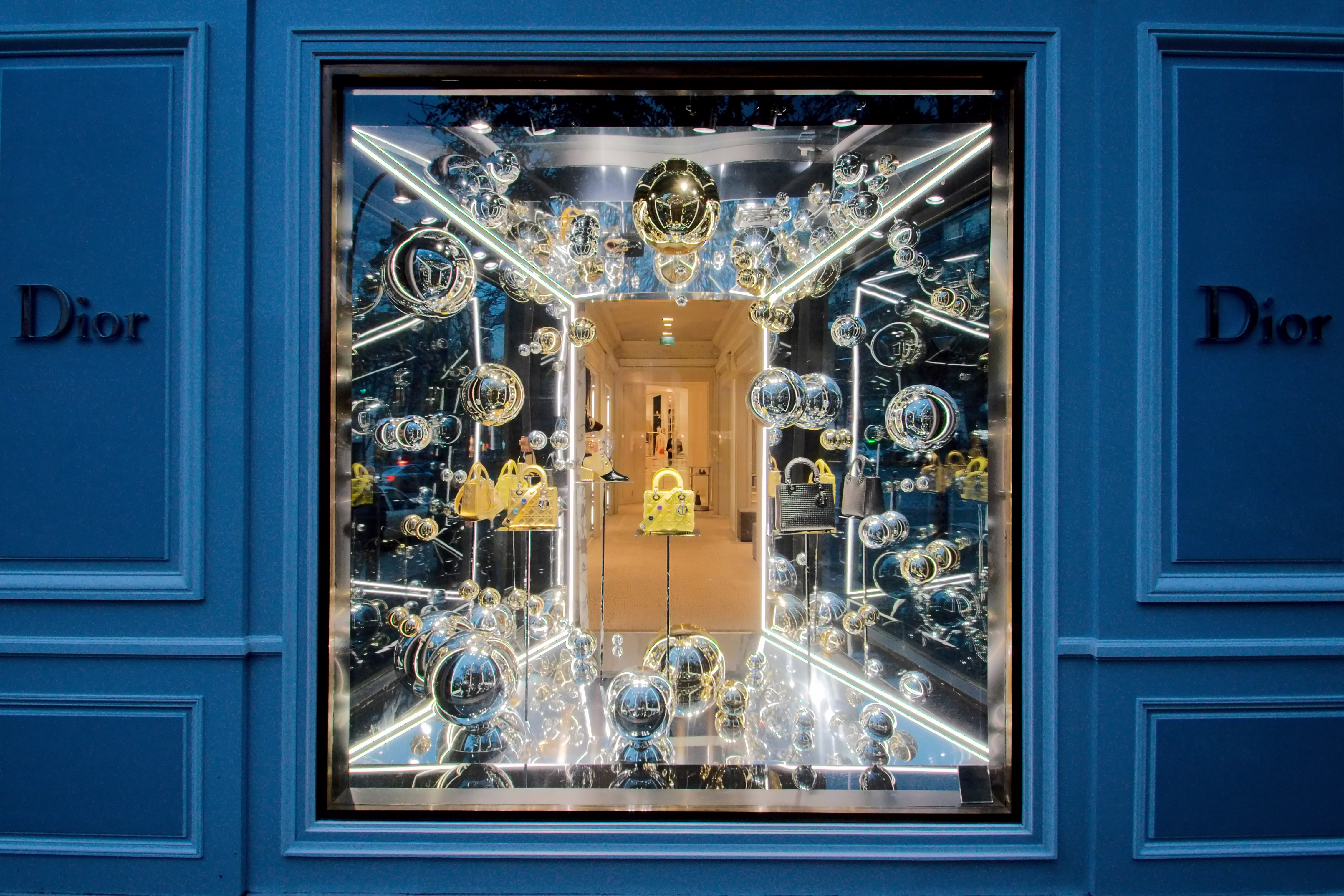
Paris – Schaufensterauslage bei Christian Dior, 30 Avenue Montaigne (November 2016)

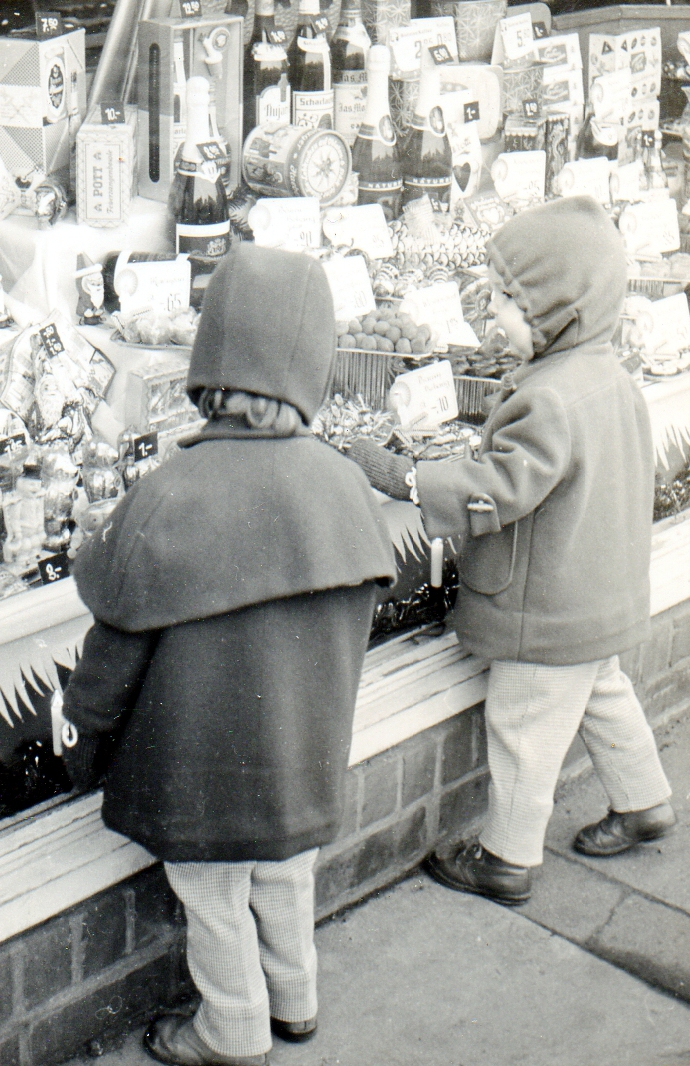
Hamburg – Kinder vor einer weihnachtlichen Schaufensterauslage mit Süßigkeiten (Dezember 1959)

Die Auslage ist im Handel entweder die optisch attraktiv präsentierte Ware in Schaufenstern und Vitrinen oder auf der Verkaufsfläche dahinter.

## Allgemeines
Im zweiten Sinne ist das Wort in Österreich gebräuchlich. Seethalers Roman schildert die Auslage in einem Wiener Tabakladen (österreichisches Deutsch: „Trafik“), die verwüstet wird.
Schaufensterauslagen sollen potenziellen Käufern einen optischen Kaufanreiz bieten, die ausgelegte Ware im Kaufhaus oder Laden näher zu betrachten und zu kaufen. Im Laden selbst liegen die Auslagen entlang der Kontaktstrecken, meist in Regalen oder als Stapelgut. Für die kunstvolle und Aufmerksamkeit erregende Gestaltung der Auslage gibt es den Beruf Schauwerbegestalter (oder Dekorateur).
Schaufenster zählen für den stationären Einzelhandel, namentlich für den Fachhandel und Warenhäuser, zu den wirksamsten Werbemitteln. Der Informations- und Unterhaltungswert der Schaufensterauslagen (englisch window shopping) soll Interessenten aufmerksam machen und zu Spontankäufen verleiten. Damit wird das ohne Kaufabsicht erfolgende Flanieren vor Schaufenstern in Fußgängerzonen oder Einkaufszentren bezeichnet. Je höher die Passantenfrequenz ist, umso wahrscheinlicher wird es, dass eine Schaufensterauslage einen Kaufanreiz auslöst.

## Rechtsfragen
Die Schaufensterauslage ist eine Aufforderung zur Abgabe eines Angebots (lateinisch invitatio ad offerendum) und damit selbst noch kein Angebot, sondern eine Werbung, mit der ein Kunde zur Abgabe eines Vertragsangebots aufgefordert werden soll. Nach herrschender Meinung stellt auch die im Supermarkt ausgelegte Ware eine Invitatio dar, weil es am Erklärungsbewusstsein und am Rechtsbindungswillen des Verkäufers zunächst fehle. An der Kasse gibt der Käufer über die Kassiererin sein Angebot ab, das durch Eingabe oder Scan des Kaufpreises durch den Supermarktbetreiber konkludent angenommen wird. Aus diesen Gründen hat der Kunde keinen Anspruch auf Aushändigung eines bestimmten Ausstellungsstücks (etwa aus dem Schaufenster eines Geschäfts).

## Wirtschaftliche Aspekte
Auslagen beeinflussen die Kaufentscheidung als externer Kaufanreiz. Ist das Kaufrisiko für den Verbraucher gering, und es gibt für ihn keinen externen Anreiz, kommt es zur habitualisierten Kaufentscheidung; ein vorhandener externer Anreiz führt bei geringem Kaufrisiko zu einer impulsiven Kaufentscheidung. Bei hohem Kaufrisiko spielen externe Anreize keine Rolle. Ein externer Anreiz besteht darin, dass von außen auf den Kunden einwirkende Reize (auf die Sinne wirkende Auslage, Rabatte, Sonderangebote, das persönliche Ziel, sich Schnäppchen nicht entgehen zu lassen) oder Zeitdruck die Kaufentscheidung beeinflussen. Begünstigt werden Impulskäufe durch künstliche Knappheit („nur heute im Angebot“, „nur noch drei Stück vorhanden“), geschickte Platzierung (an der Kasse) oder Sonderangebote. Zu den impulsiven Kaufentscheidungen gehören unter anderem Frühbucherrabatte, last-minute-Reisen, Rabatte, Schnäppchen oder Sonderangebote.